# Revolución EDSA
La Revolución EDSA (también denominada Revolución del Poder del Pueblo, Revolución Filipina de 1986, y Revolución Amarilla) fueron una serie de protestas y marchas populares de protesta en Filipinas que comenzaron en 1983 y finalizaron en 1986. Los métodos utilizados fueron los propios de una campaña de resistencia civil contra la violencia del régimen que insistía en perpetuarse en el poder. Su clímax fue la reacción popular contra las elecciones convocadas por Marcos para el 22 de febrero de 1986, en donde se proclamó vencedor pese a las fuertes acusaciones de masivo fraude electoral para favorecer su reelección tras más de 21 años de gobierno. 
Esta revolución no-violenta condujo a que el presidente Ferdinand Marcos dejara el gobierno y se restaurara la democracia en el país. Se la denomina también la Revolución Amarilla a causa de la presencia de cintas amarillas durante las manifestaciones posteriores al asesinato de Benigno Aquino, Jr. Fue ampliamente considerada una victoria del pueblo contra los 20 años del régimen autoritario y represivo del entonces presidente Ferdinand Marcos y los periódicos se refirieron a ella como "la revolución que sorprendió al mundo".
La mayoría de las protestas se realizaron en un largo tramo de la Avenida Epifanio de los Santos, ubicada en la zona metropolitana de Manila y conocida popularmente en esos días por el acrónimo de EDSA, desde el 22 al 25 de febrero de 1986. En las mismas participaron más de dos millones de civiles filipinos y varios grupos políticos, militares y religiosos liderados por el cardenal Jaime Sin, arzobispo de Manila, resultando en una amplia alianza de oposición civil al régimen de Marcos, y promoviendo a Corazón Aquino, la candidata presidencial opositora al régimen, con una capacidad de convocatoria y popularidad no vistas hasta entonces. 
Las protestas alimentaron la resistencia y la oposición frente a años del gobierno corrupto de Marcos, quien pronto perdió el control de la situación interna. Las fuerzas armadas y policiales se resistieron a aplastar violentamente la revuelta popular pacífica, y entonces, al perder apoyo de los altos jefes militares -algunos como Fidel Ramos y Juan Ponce-Enrile incluso apoyaron a Aquino- Marcos decidió huir al exilio, pese a que el 25 de febrero se había juramentado a sí mismo como Presidente de Filipinas. Esa misma noche Marcos huía en helicóptero del Palacio de Malacañán hacia un aeródromo militar estadounidense y partió horas después hacia Hawái, donde moriría en 1989. Tras la revolución, Corazón Aquino fue proclamada como la legítima presidenta de Filipinas.